# Виборчий округ 206
Виборчий округ 206 — виборчий округ в Чернігівській області. В сучасному вигляді утворений 28 квітня 2012 постановою ЦВК №82 (до цього моменту існувала інша система виборчих округів). Окружна виборча комісія цього округу розташовується в приміщенні Чернігівської районної ради за адресою: м. Чернігів, вул. Шевченка, 48.
До складу округу входять частина Новозаводського району міста Чернігів (територія на південь від вулиць Широкої та Мартина Небаби), а також Ріпкинський і Чернігівський райони. Виборчий округ 206 межує з округом 207 на північному сході, з округом 208 на сході, з округом 210 на півдні, має всередині округ 205 і частину округу 96 (місто Славутич) у вигляді ексклавів та обмежений державним кордоном з Білоруссю на заході і на півночі. Виборчий округ №206 складається з виборчих дільниць під номерами 740641-740659, 740661-740676, 740678-740679, 740681-740686, 740688-740694, 740811-740890, 741060-741085, 741087-741095, 741100-741106 та 741108.

## Народні депутати від округу
| Ім'я                             | Фото | Партія               | Скликання | Дата набуття повноважень | Дата припинення повноважень                                  |
| -------------------------------- | ---- | -------------------- | --------- | ------------------------ | ------------------------------------------------------------ |
| Атрошенко Владислав Анатолійович |      | самовисуванець       | 7-ме      | 12 грудня 2012           | 27 листопада 2014                                            |
| Атрошенко Владислав Анатолійович |      | Блок Петра Порошенка | 8-ме      | 27 листопада 2014        | 28 січня 2016 (перейшов на посаду Міського голови Чернігова) |
| Микитась Максим Вікторович       |      | самовисуванець       | 8-ме      | 6 вересня 2016           | 29 серпня 2019                                               |
| Поляков Антон Едуардович         |      | Слуга народу         | 9-те      | 29 серпня 2019           | 8 жовтня 2021                                                |

## Результати виборів

### Парламентські

#### 2019
Кандидати-мажоритарники:
- Поляков Антон Едуардович (Слуга народу)
- Микитась Максим Вікторович (самовисування)
- Ларченко Олександр Миколайович (Радикальна партія)
- Антошин Вадим Леонідович (Опозиційна платформа — За життя)
- Марчук Антон Миколайович (Батьківщина)
- Рейко Марина Миколаївна (самовисування)
- Косян Сергій Сергійович (самовисування)
- Ткаченко Григорій Михайлович (Аграрна партія України)
- Лисенко Володимир Володимирович (Європейська Солідарність)
- Скварський Олег Віталійович (самовисування)
- Андреєв Сергій Вікторович (Свобода)
- Дем'яненко Олексій Олексійович (Опозиційний блок)
- Третяк Сергій Вікторович (самовисування)
- Панченко Віталій Валерійович (самовисування)

#### Довибори 2016
Одномандатний мажоритарний округ:

Кандидати-мажоритарники, які набрали більше 1% голосів (всього було 74 кандидата):
- Микитась Максим Вікторович (самовисування)
- Власенко Юрій Дмитрович (Батьківщина)
- Блауш Дмитро Ярославович (Радикальна партія)
- Ткаченко Григорій Михайлович (самовисування)
- Фірсов Єгор Павлович (самовисування)
- Кириндась Олександр Борисович (Самопоміч)
- Гаєвська Лідія Олександрівна (Опозиційний блок)
- Гіріч Ярослав Дмитрович (УКРОП)
- Андрійченко Ігор Володимирович (Демократичний альянс)
- Микитась Євгеній Вікторович (самовисування)
- Федорок Володимир Костянтинович (Свобода)
- Блауш Дмитро Станіславович (самовисування)

#### 2014
Кандидати-мажоритарники:
- Атрошенко Владислав Анатолійович (Блок Петра Порошенка)
- Коваленко Анна Миколаївна (самовисування)
- Велігорський Володимир Федорович (Радикальна партія)
- Федорок Володимир Костянтинович (самовисування)
- Аверченко Сергій Миколайович (самовисування)
- Поліщук Володимир Андрійович (самовисування)
- Ганжа Микола Миколайович (Сильна Україна)
- Мекшун Олександр Михайлович (Комуністична партія України)
- Бойправ Борис Степанович (самовисування)
- Вашуров Олександр Валерійович (Опозиційний блок)
- Бережний Віталій Олександрович (самовисування)
- Примаченко Ольга Григорівна (самовисування)
- Бунін Андрій Юрійович (самовисування)
- Корж Олексій Олексійович (самовисування)
- Скепський Анатолій Семенович (самовисування)

#### 2012
Кандидати-мажоритарники:
- Атрошенко Владислав Анатолійович (самовисування)
- Прокопенко Станіслав Миколайович (Партія регіонів)
- Поліщук Володимир Андрійович (Батьківщина)
- Попова Олена Михайлівна (УДАР)
- Ясочко Раїса Костянтинівна (Комуністична партія України)
- Купрієнко Олег Васильович (Радикальна партія)
- Атрощенко Андрій Петрович (самовисування)
- Ерістова Ірина Леонідівна (Україна — Вперед!)
- Рябченко Валерій Миколайович (Конгрес українських націоналістів)
- Кириченко Олександр Володимирович (Народна партія)
- Прохорський Олександр Леонідович (За Права Людини)
- Шевцов Олег Олександрович (Україна майбутнього)
- Свириденко Віталій Анатолійович (самовисування)
- Сураєва Валентина Миколаївна (самовисування)
- Михеєвський Сергій Андрійович (Справедлива Україна)

## Явка
Явка виборців на окрузі: